# August Andrzej
August Andrzej FSC, Ramón Martín Fernández (ur. 6 maja 1910 w Quintana de los Prados w prowincji Burgos, zm. 9 października 1934 w Turón; Asturia) – święty Kościoła katolickiego, hiszpański zakonnik, ofiara prześladowań religijnych poprzedzających wybuch hiszpańskiej wojny domowej.
Był synem wojskowego, co wpłynęło na jego charakter. Jego zamiarom podjęcia życia zakonnego początkowo sprzeciwiała się matka, ale ciężka choroba dziecka wpłynęła na zmianę jej decyzji. Po wyzdrowieniu rozpoczął nowicjat lasalianów w Bujedo (prowincja Burgos). W zakonie przyjął imiona August Andrzej. Pierwsze śluby zakonne złożył 15 sierpnia 1927 roku. Podjął pracę w kolegium Zgromadzenia Braci Szkół Chrześcijańskich pod wezwaniem Matki Bożej z Covadonga w Turónie na rok przed śmiercią i nie zdążył złożyć ślubów wieczystych.
5 października 1934 roku razem z grupą ośmiu towarzyszy został uwięziony. Przetrzymywani w „domu ludowym” zostali wkrótce rozstrzelani na podstawie wyroku wydanego przez komitet rewolucyjny.
Br. August Andrzej beatyfikowany został przez papieża Jana Pawła II 29 kwietnia 1990 r., a kanonizacja odbyła się 21 listopada 1999 r. w  bazylice św. Piotra na Watykanie.
Dniem, w którym wspominany jest w Kościele katolickim jest dzienna rocznica śmierci 9 października.